# 赵邯郸故城
赵邯郸故城（赵王城遗址），中国战国时期赵国国都遗址，位于今河北省邯郸市。当时的赵都邯郸也是战国后期黄河以北人口众多、商业繁荣的最著名的大都会之一。自周安王十六年（前386年）赵敬候从晋阳城迁都邯郸，至秦王政十九年（前228年）赵国为秦所破，邯郸作为赵国国都历经八代王侯，延续时间长达158年，扮演了春秋战国历史上的重要角色，为邯郸成为秦汉时期中国五大都市奠定了雄厚物质基础。
赵邯郸故城位于滏阳河支流沁河与渚河的冲击扇区，就是在今邯郸市主城区范围内。沁、渚二河南北两侧丘陵的东端及其以东地区，包括各自独立的赵王城和大北城的两大部分。占地总面积约1887.6万平方米，由“赵王城”（宫城）和“大北城”（居民城、郭城）组成，其中，“大北城”的占地面积就可达到15平方公里，比20世纪70年代的邯郸主城区面积还大，被后世称为「雄国之都」。根据对赵邯郸古城遗址的考古发掘，在战国时期，除了邯郸之外还有十余处古城遗址，例如：永年阳城、磁县讲武城、峰峰界城、武安的固镇和午汲古城以及西店子古城、涉县寨上、马头台城等，这足可以说明，当时赵都邯郸不仅仅是一座孤城，而是形成了以邯郸城为中心，辐射周边十余城邑拱卫赵都邯郸的密集城市群。
从故城的布局上可以看出来，王城和大北城是两个互不相连各自独立的城区。大北城位于东北，王城位于西南，中间间隔60多米。这种局面的原因，要不就是因为沁河和渚河的流向影响形成；第二就是大北城早于王城，王城遗址内至今未发现战国之前的文化层，而大北城大部分地区出土的遗物可以看出都超过战国文化层。而完王城的布局也反映了北、东、西三城的先后关系。

## 历史

赵邯郸故城平面图

早在为赵国国都之前的邯郸，就是晋国六卿之一赵氏宗主赵简子的私邑，赵简子大力治理并建设邯郸。后来，赵简子凭借在晋国中的实力，通过赵氏邯郸之争夺取邯郸城，拉开了赵氏立国的历史序幕。前491年，赵简子以邯郸为中心扩大势力范围，为后来建国打下基础。前403年，赵，韩，魏三家灭掉智氏“三家分晋”，瓜分了晋国在中原地区的土地。前387年，赵敬侯治理邯郸，邯郸成为黄河以北最繁荣的通都大邑。前386年，赵敬侯正式迁国都于邯郸，并且大兴土木修建赵王城，时人成为“赵都”。赵国迁都邯郸后，便开始了大规模的城市兴建运动。

## 布局

### 赵王城
赵王城位居城区的西南方向，为赵王室的宫城，由东、西、北三座相互依存的小城组成，正南北方向，平面呈“品”字形，占地面积约505万平方米。城址内外现存高大建筑台基及地下夯土基址20余处。大北城位于赵王城东北约60余米处，为居民生活和工商业为主的郭城或外城。平面近南北向长方形，占地面积约1380万平方米。城垣除西垣北段等建筑基址或城垣残段局部尚存外，其余全部被淤埋于地表1-10以下。

#### 西城

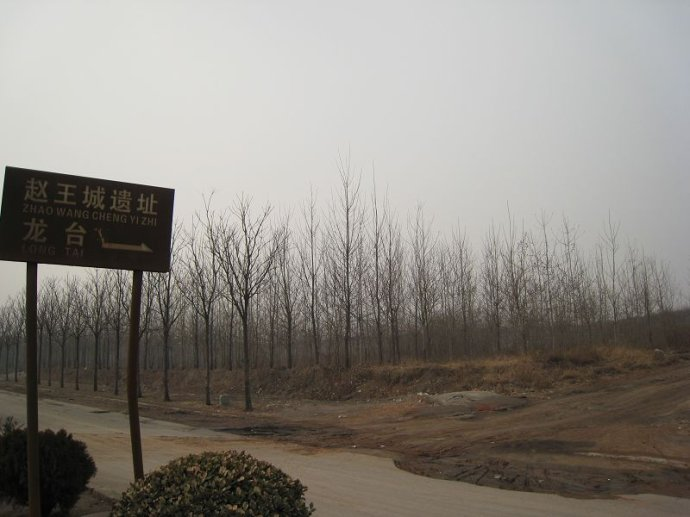
故城内赵王城的龙台所在。

西城平面近方形，东西长1354米，南北1390米，面积达188.2万平方米。四面城垣及门阙基址尚存，是赵王城三座小城中保存最完整、布局最清楚的城址。有8座城门，西垣2座；北垣2座，其中1座与北城共用；东垣2两座，与东城共用；南垣2座。城内现存建筑台基5座、地下夯土基址7处，古道路1条，古井一口。
1号夯土台是西城城内规模最大的土台，位于西城中部偏南，传说市“殿廷之所”，俗称“龙台”。现存地面台基近似正方形，南北长296米，东西宽264米，顶部略平，南北132米，东西102米，高出地面10余米。四面呈台阶状依次升高，其北尚有台基两座，与一号台基构成一条南北向中轴线。台上及周围地表多有绳纹面板瓦，简瓦残片。可以看出气度恢弘的“龙台”是王城的主体建筑和主要宫殿。
2号夯土台在“龙台”的北面，台基为方形，东西58米，南北55米，台高6米。抗战时期，邯郸沦陷，日本人原田淑人等在此发掘，在台东西两侧各发现南北向两列并行的台柱基，外列础石的外旁铺有长方形砖。在础石及砖表面上有砖、瓦、陶及瓦当残片，这也证明这里是一处宫殿建筑基础。根据考古分析，这座宫殿的建筑形式应是在内外两列柱子上排放横梁，横梁上方顺木，成一面坡式建筑，成为台柱主体建筑东西两侧的长廊。其他夯土台和地下夯土基址也都是古建筑基址。
根据夯土台和地下夯土台基址分析可以看出来整个西城的建筑布局是由“龙台”经夯土台2号和3号，形成南北一条中轴线。在这条中轴线西侧有地夯1号和6号。这两处地夯紧挨主体建筑，形成大面积的建筑基址。这组建筑基址应该是规模宏大的王宫主要建筑群。在这条中轴线的东侧以夯土台5号为中心，北有地夯4号，南有地夯3号，有构成了西城东部的南北一条中轴线。在这条中轴线的西侧有地夯2号和5号，形成了西城东部的一组建筑群。

#### 东城

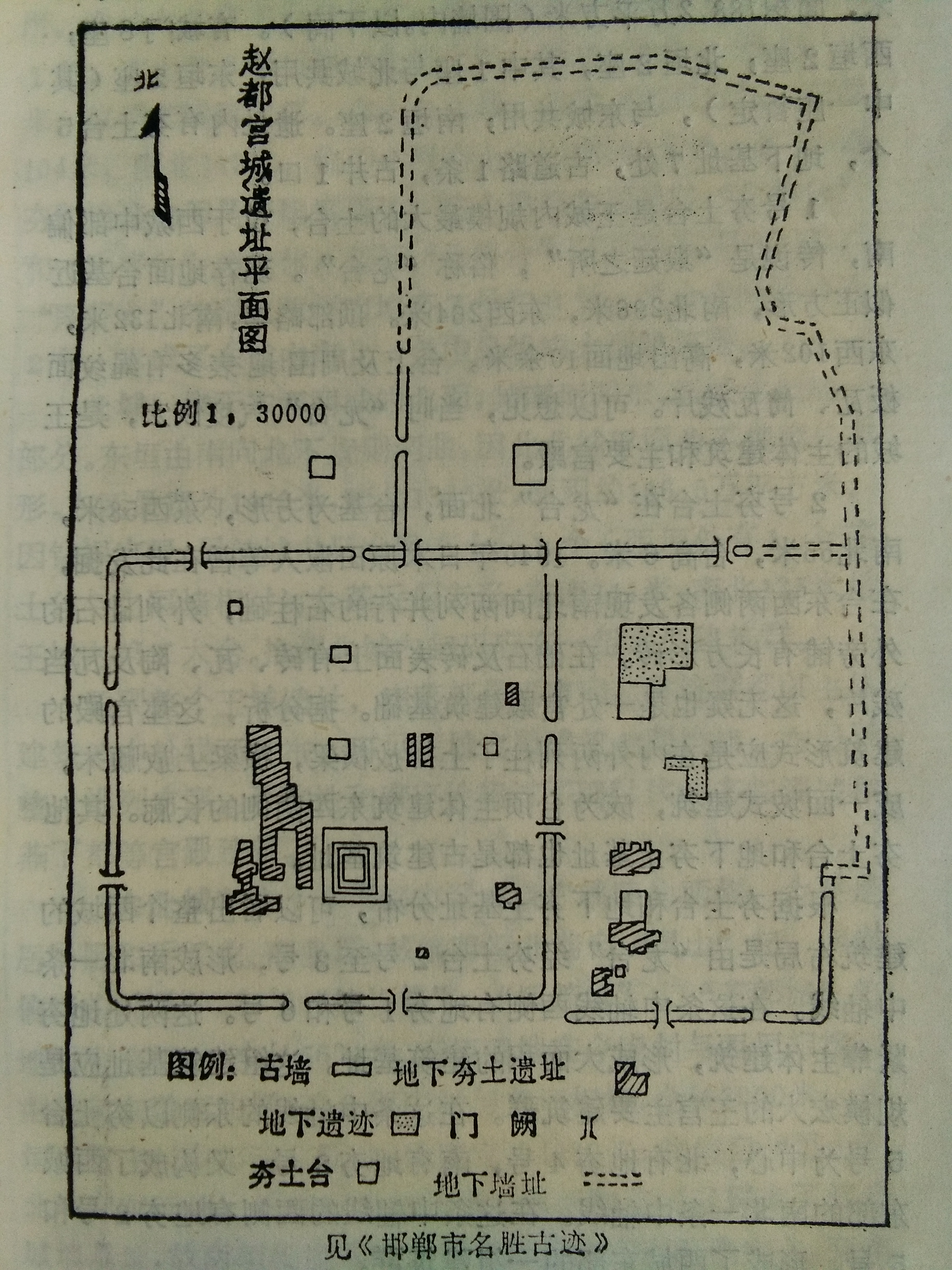
赵都宫城遗址平面图

西垣即西城的东垣，处西城东门就是东城。东西最宽为926米，南北为1442米，面积约为129.9万平方米。南垣有城门一座，北垣有城门两座，城墙与门同北城共用。遗址内有夯土台3个，地夯3处，遗迹2处，古道路1条。夯土台6号俗称“北将台”，南北120米，东西119米，位于东城西北部。夯土台7号俗称“南将台”，东西104米，南北113米，位于6号夯土台以南500米。其他地夯和遗址也都是古建筑基址。整个建筑布局是以“北将台”和“南将台”为主体，包括“北将台”以北的1号遗迹，“南将台”的南北两侧的地夯7号和8号，两台之间的遗迹2号，形成了东城内南北一条中轴线的大型建筑群。

#### 北城
北城位于东西城的北面，其中南垣即东、西城北垣的一部分，东垣由南向北不规则的弯曲，因此北城平面为不规则长方形。东西最宽为1410米，南北1520米，面积为186.5万平方米。根据目前的考古发掘，只发现夯土台1个（西垣外有1个夯土台与之隔墙相对），台基近似方形，东西111米，南北135米是王城内第二大台。可以推测北城内应该还有一组大型建筑群。
整个王城遗址，坐落都是正方向，建筑圈都以主体建筑为中轴线而分布，可见王城宫殿建筑气势恢宏，布局严整，排列有序，严整性和有序性超过了同时代的齐都临淄城和燕下都等其他宫殿建筑。

### 大北城
大北城位于今邯郸市市区内，京广铁路两侧，主要是居民区和手工业、商业区，现存大量战国时期窑炉、铸铜、冶铁、石骨制作等手工业作坊遗址及水井、灰坑等生活遗存。城垣遗址除留存西部城垣外，仅揭露东面城垣部分遗址，其南面和北面城垣状况有待进一步研究。

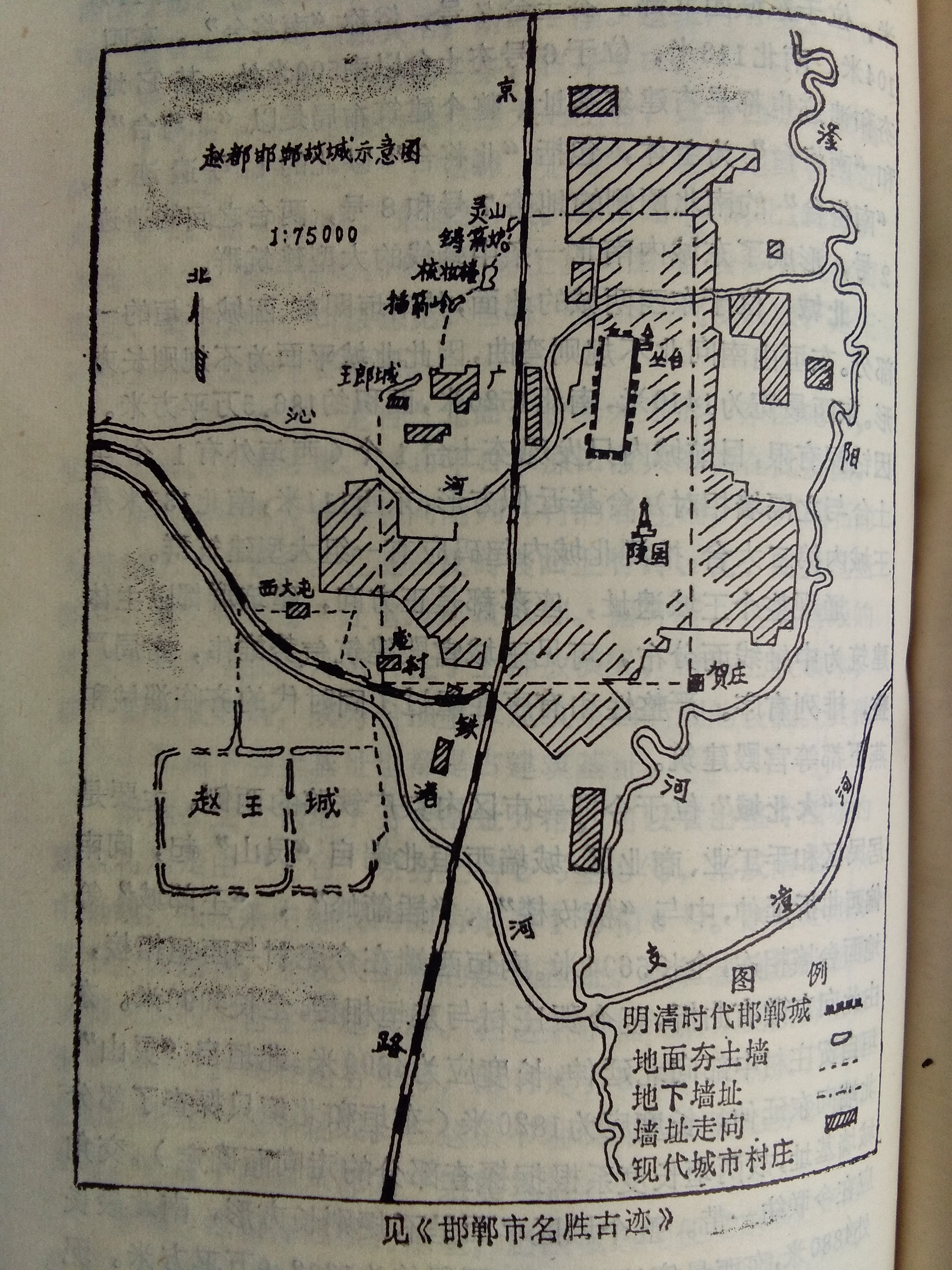
从赵都宫城遗址平面图可以看得出大北城的基本规模和主要建筑包括铸箭炉、插箭岭、梳妆楼等。

城墙西垣北端字“灵山”起，向南偏西曲折延伸，中与“梳妆楼”、“插箭岭”、“王郎城”等地面台墙相连，全长5604米。南垣西端在今庞村与西垣相接，由此向东微有曲折，至今贺庄村与东垣相接，全长3090米。东垣自贺庄村中部向北延伸，长度为4800米。北垣自“灵山”北端向东延伸，长为1820米（东垣和北垣只勘察了部分城墙基址，故有垣长度系根据勘察部分的走向确定）。交角在今联防路一带，整个城区平面呈不规则长方形，南北最长处为4880米，东西最宽为3240米，面积为1382.9万平方米。大北城西北部城墙基址一带，有俗称“插箭岭”、“梳妆楼”、“铸箭炉”、“皇姑庙”等遗址。根据考古发掘，“插箭岭”是大北城西垣地面的一段，也是高大的建筑基址。遗址曲折延伸，略呈头朝东的鸟形，总长600多米，高约8米，在这里还发掘出有河卵石铺设的路面，河卵石两侧铺有方砖，出土有“千秋万岁”瓦当蕨手纹瓦当、大型础石及“楼”字瓦片。“铸箭炉”、“皇姑庙”遗址夯土台表层有战国时代的绳纹简瓦及细把豆等遗物。这些遗址紧挨城垣相互连接，地表下游夯土基址，地面有战国及汉代遗物，说明这是战国时代的一组高大建筑圈，有学者推测这里应该是赵王离宫。
在这组建筑群东侧，有座小城遗址，东北接近“梳妆楼”，西面与“插箭岭”连接。小城中间有隔离，形成南北向联的两个部分。城址平面略呈梯形，上宽290米，下宽400米，南北长700米。遗址内多为战国到汉代遗物，是战国时代建筑。从小城紧邻的那组高大建筑圈来看，不是一般居民区，应该是贵族住宅区或者官署区。
又根据考古发现，在今邯郸市体育场南发掘了战国时期的炼炉遗址，东西长3米，南北约2米，炉旁有大块草拌混烧土块，周围还有许多炉渣和烧土快。今中华路中段地表下有碎铁渣、碳渣、红烧块的混合层，也是一处战国炼铁遗址。在中华路北段地表下游一处铸铜遗址，并出土了成捆的三棱形铜质箭头。在今火磨街、和平路、邯山街、城关街等处还发现有烧陶遗址、制骨器遗址和石器作坊。除石器作坊，铸铜器遗址外，这些遗迹多集中在西今浴新街，北至今和平路，东到今中华大街，南至劳动路一带。这片区域应该是主要的工业区和居民区之一。

### 赵国王陵区
赵王陵是战国时期赵国的帝王陵寝，位于今邯郸县西北地区丘陵地带的三陵乡附近，距市区20公里，陵墓依山而建，气势恢宏。赵王陵在邯郸县境内共三大墓丘，其从东至西编号为1、2、3号。另两座在永年县，编号为4、5号，属国家级重点文物保护单位，是河北省乃至中国历史最悠久的王陵。经两千三百多年的自然侵蚀和人为破坏，地表建筑全无，但整个陵台及其陵墓封土、墓台、神道等保存较为完整完整。

### 赵国贵族墓葬区
赵国贵族墓葬区位于城西郊今邯郸市百家村、齐村一带，坐落在沁河北岸高地上。上世纪五十年代，原河北文物工作队和北京大学等单位，在此地区先后发掘初91座墓葬，除10座是汉代墓葬外，其余都是战国时期埋葬的墓葬。七十年代，邯郸市文物保管局又发现3座战国墓。现在这一带有封土的古墓16座，没有封土的古墓更多。在发掘的战国墓葬中，5座有人殉。每座1到3人，发现战国车马坑6座，其中1号马坑埋葬马26匹；57号墓随葬品有铜器、铁器、玉器等500多件。从发掘情况来看，这一带确实是贵族墓区。

## 被毁
前209年，秦将章邯攻赵王歇。前207年，攻下邯郸，将邯郸城郭和富丽堂皇的赵王城，宫殿彻底拆掉，赵王城成为废墟，把城里的百姓都迁到河内，一代名都从此毁坏，汉以后逐渐变为废墟。